# The Long Goodbye
The Long Goodbye es el undécimo álbum de estudio de la banda de rock británica Procol Harum, publicado en julio de 1995. Estrictamente hablando, no se trata de un álbum de Procol Harum, pues fue producido por Gary Brooker con varios músicos invitados, muchos de ellos miembros de Procol Harum a lo largo de su carrera. Por ejemplo, Robin Trower y Matthew Fisher aparecen solamente en la canción "Repent Walpurgis", compuesta por Fisher.

## Lista de canciones
1. "Conquistador"
2. "Homburg"
3. "Grand Hotel"
4. "Simple Sister"
5. "A Salty Dog"
6. "Pandora's Box"
7. "A Whiter Shade of Pale"
8. "Repent Walpurgis"
9. "(You Can't) Turn Back the Page"
10. "Strangers in Space"
11. "Butterfly Boys"
12. "The Long Goodbye"